# Soacha
Soacha ist eine Gemeinde (municipio) in Kolumbien die zur Metropolregion Bogotá gehört. Sie liegt im Departamento Cundinamarca, unmittelbar südwestlich von Bogotá in der Sabana de Bogotá.

## Geographie
Soacha liegt in Cundinamarca in der Provinz Soacha auf etwa 2265 m Höhe, die Durchschnittstemperatur beträgt 11,5 °C. Die Gemeinde grenzt im Norden an Bojacá und Mosquera, im Süden an Sibaté und Pasca, im Westen an Granada und San Antonio del Tequendama und im Osten an die Stadtbezirke Bosa und Ciudad Bolívar in Bogotá.

## Bevölkerung
Die Gemeinde Soacha hat 556.268 Einwohner, von denen 550.054 im städtischen Teil (cabecera municipal) der Gemeinde leben (Stand: 2019).

## Geschichte
Bereits vor der Kolonisation gab es eine Chibcha-Siedlung namens Guacha an der Stelle des heutigen Soacha. 1600 gründete der Spanier Luis Henríquez den neuen Ort Suacha, der aber bis Mitte des 19. Jahrhunderts ein unbedeutendes Dorf blieb.
Laut einer Zählung am 4. September 1759 wohnten in Soacha 332 Indios, und im Einwohnerregister standen 430 personas. Elf Jahre später wohnten Statistiken zufolge 611 Indios und 718 Weiße in Soacha.
Am 12. Juli 1785 zerstörte ein Erdbeben die Kirche des Ortes, die bis 1791 wieder aufgebaut wurde. Am 16. November 1827 wurde die neue Kirche durch ein weiteres Erdbeben zerstört; die daraufhin neu errichtete Kirche ereilte am 1. September 1917 das gleiche Schicksal. Sie wurde renoviert und 1921 neu eingeweiht und durch das Erdbeben am 9. Februar 1967 erneut beschädigt.
1875 wurde der Ort in Soacha umbenannt und als offizieller Ort in der Provinz Cundinamarca anerkannt. 1895 begann der Bau der Südlinie der Eisenbahn von Bogotá, die ins damals 18 Kilometer entfernte Soacha führte und die 1898 fertiggestellt wurde. Ein Jahr später wurde die Eisenbahnlinie bis zum Tequendama-Wasserfall ausgebaut, und Soacha wurde an das Telegrafennetz angeschlossen.

### 20. und 21. Jahrhundert
1900 wurde bei Soacha ein Wasserkraftwerk fertiggestellt, das die Hauptstadt Bogotá mit Strom versorgte, 1950 wurde ein Staudamm gebaut, um die Stromproduktion auszuweiten. Außerdem wurde die Straße nach Bogotá ausgebaut, so dass von da an Busse den Ort mit der Hauptstadt verbanden. Die Eisenbahn verlor an Bedeutung und stellte 1989 endgültig ihren Betrieb ein.
Laut der Volkszählung 1973 hatte Soacha knapp 28.000 Einwohner, 1985 war es mit bereits 122.276 Einwohnern die zweitgrößte Stadt Cundinamarcas nach Girardot.
Soacha wurde bekannt, als dort am 18. August 1989 der Präsidentschaftskandidat der liberalen Partei, Luis Carlos Galán, bei einer Wahlkampfveranstaltung ermordet wurde.
2003 wurde das römisch-katholische Bistum Soacha gegründet.

## Infrastruktur

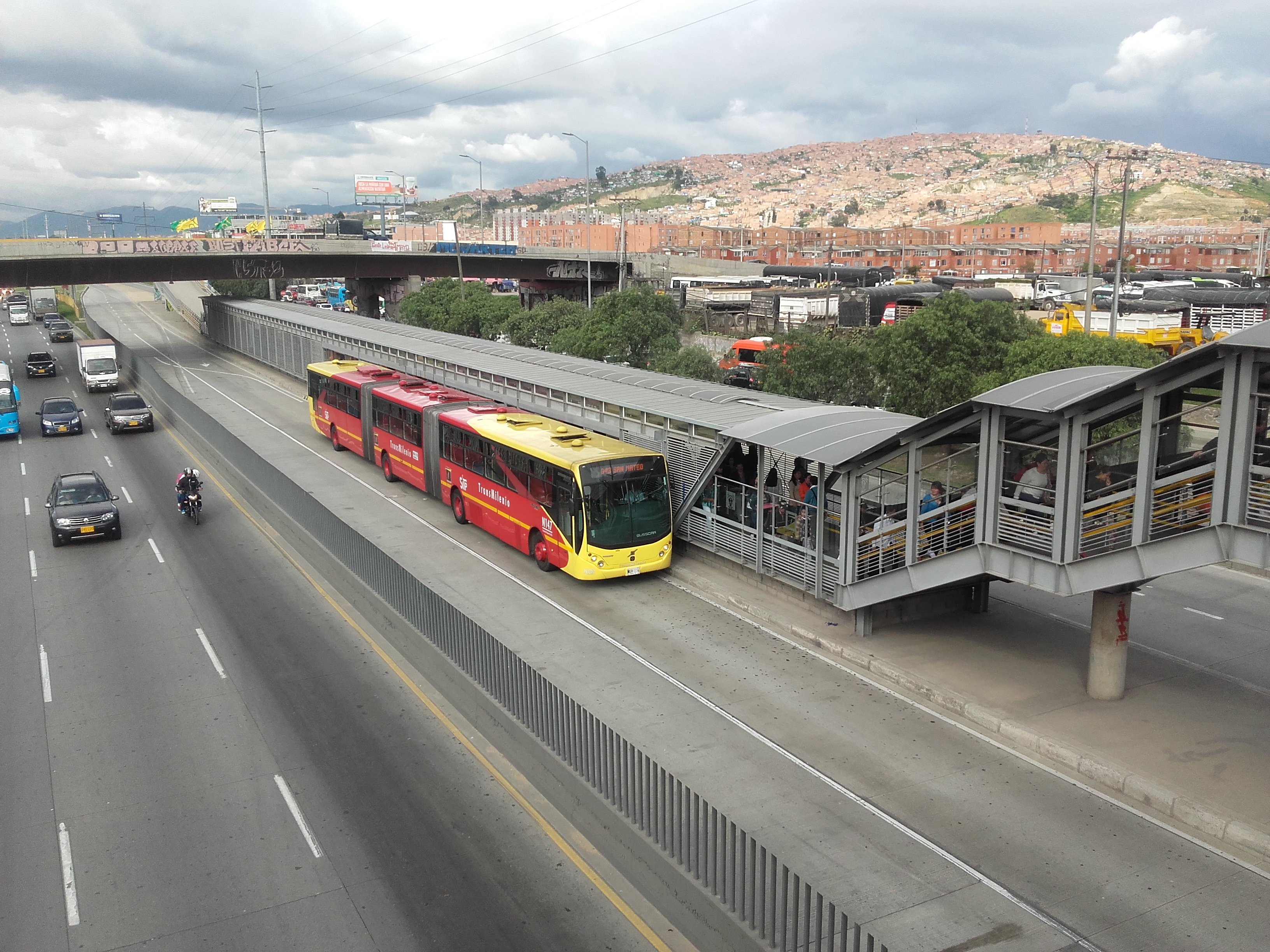
TransMilenio-Station San Mateo in Soacha

Bedingt durch die geografische Nähe zur Hauptstadt ist Soacha derzeit eine der am schnellsten wachsenden Städte Kolumbiens. Die Einwohnerzahl hat sich seit 1985 mehr als verdreifacht und beträgt gegenwärtig über 500.000 Einwohner. Soacha schließt inzwischen nahtlos an den Elendsgürtel im Süden Bogotás an und hat eine ähnliche Sozialstruktur, geprägt von Armut und Mangel. Seit Anfang der 1990er Jahre wuchs Bogotás Stadtteil Bosa so weit, dass die Stadtgrenze nicht mehr von der Hauptstraße aus zu erkennen ist. Insbesondere an den Berghängen östlich der Stadt entstehen ständig neue Stadtviertel, die über so gut wie keine Infrastruktur verfügen. Die meisten Einwohner pendeln zur Arbeit nach Bogotá.
Durch Soacha verläuft die Autopista Sur, die Schnellstraße nach Girardot, Ibagué und ins Cauca-Tal, eine der wichtigsten Ost-West-Verkehrsadern Kolumbiens. Soacha ist an das TransMilenio-Bussystem der Hauptstadt Bogotá angeschlossen.
Neben den zahlreichen Schlachthöfen haben sich in den letzten Jahren am Südrand von Soacha viele große Fabriken angesiedelt. Dies führt einerseits zu einer hohen Umweltbelastung, andererseits sind dadurch lokal zahlreiche Arbeitsplätze entstanden.

## Söhne und Töchter der Stadt
- Joaquín Piñeros Corpas (1915–1982), Schriftsteller und Politiker